# Veleposlaništvo Republike Slovenije na Kosovu
Veleposlaništvo Republike Slovenije na Kosovu (uradni naziv Veleposlaništvo Republike Slovenije Priština, Kosovo) je rezidenčno diplomatsko-konzularno predstavništvo Republike Slovenije na Kosovu s sedežem v Prištini. 
Trenutni veleposlanik je Borut Blaj.

## Veleposlaniki
- Borut Blaj (2025–danes)
- Minca Benedejčič (2021–2025)
- Anžej Frangeš (?–2021)